# Ralf Kelleners
Ralf Kelleners, né le 18 mai 1968 à Dinslaken, est un pilote de course automobile allemand.

## Biographie
En 1994, il s'impose en ADAC GT Masters lors de la deuxième saison, sur Porsche Carrera RSR en Division 1 avec le Roock Racing Team.
Ralf Kelleners remporte ensuite les 24 Heures du Mans en 1996, sur une Porsche 911 GT2 du team Roock Racing, associé aux pilotes français Guy Martinolle et suisse Bruno Eichmann finissant 12e au général. La même année il est aussi vainqueur de la Porsche Carrera Cup Allemagne, avec le Porsche Zentrum Koblenz.

### 24 h du Mans
Neuf participations aux 24 h du Mans, dont : 
- en 1998, avec Toyota GT One. Il est partenaire avec Geoff Lees et Thierry Boutsen, abandon.
- il est fidèle à Toyota l'année suivante avec Thierry Boutsen puis Allan McNish. 2e aux essais, abandon en course.
- le dernier en 2008 sur une Spyker C8 Laviolette. Il est partenaire avec Alexei Vasiliev et Peter Dumbreck, abandon.

### Liens familiaux
Son père, Helmut Kelleners, est également pilote de course, vainqueur notamment des 24 Heures de Spa et des 24 Heures du Nürburgring.